# Алегени (Њујорк)
Алегени (енгл. Allegany) град је у америчкој савезној држави Њујорк.

## Демографија
По попису из 2010. године број становника је 1.816, што је 67 (-3,6%) становника мање него 2000. године.
| Група             | 2000.         | 2010.         |
| Белци             | 1.810 (96,1%) | 1.726 (95,0%) |
| Афроамериканци    | 10 (0,5%)     | 4 (0,2%)      |
| Азијати           | 38 (2,0%)     | 40 (2,2%)     |
| Хиспаноамериканци | 13 (0,7%)     | 36 (2,0%)     |
| Укупно            | 1.883         | 1.816         |